# Syzeuctus kenyensis
Syzeuctus kenyensis är en stekelart som först beskrevs av André Seyrig 1935.  Syzeuctus kenyensis ingår i släktet Syzeuctus och familjen brokparasitsteklar. Inga underarter finns listade i Catalogue of Life.